# Hilarów (Sokołów)
Pour les articles homonymes, voir Hilarów.
Hilarów  [xiˈlaruf] est un village polonais de la gmina de Sabnie dans le powiat de Sokołów et dans la voïvodie de Mazovie, au centre-est de la Pologne.

Il est situé à environ 6 kilomètres à l'ouest de Sabnie, 13 kilomètres au nord de Sokołów Podlaski et à 90 kilomètres à l'est de Varsovie.